# Hysterangium
Hysterangium Vittad. (podkorzeniak) – rodzaj grzybów z rodziny podkorzeniakowatych (Hysterangiaceae).

## Systematyka i nazewnictwo
Pozycja w klasyfikacji według Index Fungorum: Hysterangiaceae, Hysterangiales, Phallomycetidae, Agaricomycetes, Agaricomycotina, Basidiomycota, Fungi.
Takson utworzył w 1831 r. Carlo Vittadini. Typem nomenklatorycznym jest Hysterangium clathroides. Polską nazwę nadał Władysław Wojewoda w 1999 r., wcześniej w polskim piśmiennictwie mykologicznym rodzaj ten miał nazwę korzeniak.

## Charakterystyka
Bazydiokarpy przeważnie małe, o średnicy 0,5–2 cm, kuliste, półkuliste, bulwiaste lub gruszkowate, czasami nieregularne lub klapowane, często z obfitą grzybnią u podstawy, tworzącą sznury grzybniowe. Perydium dobrze rozwinięte, trwałe, ale zazwyczaj dające się oddzielić w okresie dojrzałości. Gleba jędrna, galaretowata, często korkowata, ale ostatecznie rozpływająca się, o barwie od oliwkowej do oliwkowobrązowej, labiryntowata, z małymi komorami, zwykle ułożonymi promieniście i częściowo wypełnionymi zarodnikami. Strzępki tramy wąskie do szerokich, zżelatynizowane. System strzępkowy monomityczny, albo z cienkościennymi i napęczniałymi strzępkami, albo zżelatynizowanymi. Sprzążki obecne na wszystkich strzępkach. Kolumella albo występuje i jest prawie równoległa, albo jest zredukowana, albo sporadycznie jej brak. Jeśli jest, to zwykle drzewkowata, szklista, zżelatynizowana. Bazydiospory przeważnie o długości 10–18 µm, czasem więcej niż 20 µm, rzadko bardzo małe (mniej niż 5 µm długości), wydłużone elipsoidalne do wrzecionowatych lub cylindrycznych, czasem jajowate, niemal szkliste do bladożółtawych lub zielonkawobrązowych, z lekko pogrubioną ścianą. Podstawki kręte, wąskie, cylindryczne, często zwężone, z 2, 4, 6 (-8) zarodnikami na bardzo krótkich sterygmach. Trama w hymenium regularna, szklista, częściowo lub całkowicie zżelowana, z mniej więcej równoległymi, wąskimi strzępkami. Subhymenium słabo rozwinięte. Skórka zbudowana ze smukłych strzępek, czasami zabarwionych, a czasami otoczonych przez szeroką, zlepioną tkankę podskórną z napęczniałych elementów.
Grzyby podziemne, ektomykoryzowe. W Polsce rosną w sąsiedztwie takich drzew jak: jodła, dąb, grab, sosna, modrzew, buk, świerk i leszczyna. Ze względu na występowanie pod ziemią trudne do odszukania. Do 2016 r. w Polsce podano tylko 16 ich stanowisk.
Gatunki występujące w Polsce:
- Hysterangium clathroides[4]
- Hysterangium crassum (Tul. & C. Tul.) E. Fisch. 1938[4]
- Hysterangium coriaceum R. Hesse 1891 – podkorzeniak skórzasty
- Hysterangium hessei Soehner ex Svrček 1958 – podkorzeniak grubościenny
- Hysterangium nephriticum Berk. 1844[4]
- Hysterangium pompholyx Tul. & C. Tul. 1843[4]
- Hysterangium separabile Zeller 1941 – podkorzeniak siateczkowy
- Hysterangium stoloniferum Tul. & C. Tul. 1851 – podkorzeniak leszczynowy

Nazwy naukowe na podstawie Index Fungorum. Nazwy polskie i wykaz gatunków według Władysława Wojewody i innych.